# Trirhabda luteocincta
Trirhabda luteocincta là một loài bọ cánh cứng trong họ Chrysomelidae. Loài này được LeConte miêu tả khoa học năm 1858.